# Епископ мохачки Дамаскин
Дамаскин (рођен Драган Грабеж, Дрвар, 15. август 1975) је викарни епископ мохачки.

## Биографија
Епископ Дамаскин је рођен 15. августа 1975. године, у Дрвару, од оца Влајка, свештеника, и мајке Драгице. Основну школу и гимназију је завршио у родном граду. После завршетка гимназије уписује се истовремено на Математички факултет Универзитета у Београду и на Богословски факултет у Београду. Дипломирао је на Богословском факултету Српске православне цркве у Београду 2001. године. Професор и васпитач у Богословији Светих Ћирила и Методија у Нишу био је од 2002. до 2011. године, са прекидом због усавршавања.
Замонашио се 21. децембра 2006. године у храму хиландарског метоха при Богословији добивши монашко име Дамаскин од тадашњег епископа нишког Иринеја (будућег патријарха српског), који га је и рукоположио у чин јерођакона, а потом и јеромонаха, у храму Светих арханђела у Нишу и поставио за духовника у манастиру Покрова Пресвете Богородице у Ђунису.
Од 2008. до 2010. године усавршавао се на Московској духовној академији у Тројице-Сергијевој лаври, где је 2010. године одбранио кандидатску дисертацију на тему Утицај руског монаштва првог емиграционог таласа на духовни живот у Србији 20-их и 30-их година XX века, добивши трећу награду у групи најбољих кандидатских дисертација те године. Школске 2011/2012. године борави у Солуну, на Аристотеловом универзитету, где учи грчки језик и припрема се за докторске студије.
Благословом тадашњег епископа нишког Јована, 4. августа 2012. године, постављен је за настојатеља Манастира Светог Романа у Ражњу, добивши чин синђела, а 2013. године и чин протосинђела.
Поводом славе манастира, Светог Романа, епископ нишки Арсеније га је 2018. године рукопроизвео у чин архимандрита и игумана Светороманске обитељи.

## Епископ
На редовном заседању Светог Архијерејског Сабора Српске православне цркве, одржаном од 24. до 29. маја 2021. године, изабран је за викара Епископа бачког са титулом Епископ мохачки. Чин хиротоније изабраног и нареченог високодостојног архимандрита Дамаскина у чин Епископа мохачког, извршен је 19. септембра 2021. године, у спомен храму Светог Саве на Врачару.